# ساعة واحدة من قوة الفتاة
ساعة واحدة من قوة الفتاة هو شريط فيديو تم إصداره في عام 1997، يستند إلى بداية ظهور السبايس جيرلز وكل ما يخصهم وحول إصدارهم لألبومهم الأول التوابل وأدائهم في جميع الحفلات الموسيقية المتعددة، أيضاً يوجد مقاطع لمشاهد خلف الكواليس للفيديو الكليبات التي عملوها، على موقع آي تونز يوجد نسخة مختصرة للفيديو مدتها خمس دقائق وضعت كإضافة في ألبوم الفرقة أفضل الأعمال